# Višnjevac (żupania bielowarsko-bilogorska)
Višnjevac – wieś w Chorwacji, w żupanii bielowarsko-bilogorskiej, w gminie Veliko Trojstvo. W 2011 roku liczyła 116 mieszkańców.